# Distrito electoral 8 (Illinois)
El distrito electoral de 8 (en inglés: Precinct 8) es un distrito electoral ubicado en el condado de Monroe en el estado estadounidense de Illinois. En el Censo de 2010 tenía una población de 1031 habitantes y una densidad poblacional de 28,88 personas por km².

## Geografía
Según la Oficina del Censo de los Estados Unidos, tiene una superficie total de 35.7 km², de la cual 35.2 km² corresponden a tierra firme y (1.39%) 0.5 km² es agua.

## Demografía
Según el censo de 2010, había 1031 personas residiendo en el distrito electoral de 8. La densidad de población era de 28,88 hab./km². De los 1031 habitantes, el distrito electoral de 8 estaba compuesto por el 98.25% blancos, el 0.29% eran afroamericanos, el 0% eran amerindios, el 0.39% eran asiáticos, el 0% eran isleños del Pacífico, el 0.39% eran de otras razas y el 0.68% pertenecían a dos o más razas. Del total de la población el 1.16% eran hispanos o latinos de cualquier raza.